# John Morreall
John Morreall (Rochester (Nueva York), 1 de febrero de 1947) es un doctor en Filosofía y profesor de Estudios Religiosos en The College of William & Mary en Williamsburg (Virginia). También ha enseñado en la Universidad de Northwestern, la Universidad de Santa Clara, la Universidad Estatal de Pensilvania, la Universidad del Sur de la Florida y el Instituto de Tecnología de Rochester, donde fue profesor asociado de Filosofía.
Morreall es uno de los fundadores de International Society for Humor Studies (ISHS, «Sociedad internacional para estudios sobre el humor»), y fue elegido su presidente para el período 2004–2005. Pertenece al consejo de administración de Humor: International Journal of Humor Research («Humor: revista internacional de investigación sobre el humor»), y fue su editor de reseñas entre 1988 y 1999.

## Libros y publicaciones
- Taking Laughter Seriously (SUNY Press, 1983).
- The Philosophy of Laughter and Humor (SUNY Press, 1987).
- Humor Works (Human Resource Development Press, 1997).
- Comedy, Tragedy, and Religion (SUNY Press, 1999).
- Comic Relief: A Comprehensive Philosophy of Humor (Wiley-Blackwell, 2009).

Morreall ha publicado también alrededor de 60 artículos, capítulos y reseñas sobre humor, así como cerca de 40 artículos y capítulos sobre otros temas de filosofía, religión y lingüística.
Ha realizado unas 500 presentaciones humorísticas para grupos empresariales (entre ellos  AT&T, Cisco Systems, IBM y Time Warner e IRS) y médicos en Estados Unidos, Canadá, Europa y Japón, bajo el nombre de Humorworks.